# Rhabdornis à tête brune
Rhabdornis inornatus
Espèce
Statut de conservation UICN

 LC  : Préoccupation mineure
Le Rhabdornis à tête brune (Rhabdornis inornatus) est une espèce d'oiseaux de la famille des Sturnidae.

## Répartition
Cette espèce est endémique des Philippines.

## Sous-espèces
Selon la classification de référence du Congrès ornithologique international (version 6.4, 2016), cet oiseau est représenté par 4 sous-espèces :
- R. i. inornatus Ogilvie-Grant, 1896 : Samar ;
- R. i. leytensis Parkes, 1973 : Leyte et Biliran ;
- R. i. rabori Rand, 1950 : Negros et Panay ;
- R. i. alaris Rand, 1948 : Mindanao.